# 濁川 (山梨県)
濁川（にごりかわ）は、山梨県甲府市を流れる川で、笛吹川の支流である。
水質の良い河川が多い山梨県にあって、生活排水を主な水源とする特異な存在であり、以前は名前のごとく水質汚染のひどい河川であったが、近年の下水道整備等により徐々にではあるが水質の改善が進んでいる。水源部である甲府市街地付近は、現在ではほとんど暗渠となっている。富士川水系に属し、長さは12.6キロメートル。

## 流路
甲府市街地の生活排水及び雨水を排出する水路が直接の源流であり、市街地より東方へ流れ、藤川、高倉川など小規模河川を合流した後、甲府市酒折付近で流路を南に変える。その後笛吹市方面より流れる平等川と並行並走して流れ、甲府盆地南部で笛吹川に合流する。
甲府市平和通り付近には、河川法の適用以前に暗渠の上に建てられた古い住宅11棟が残っていた。2021年（令和3年）には最後まで住んでいた住民が立ち退いたことから、山梨県が河川法に基づく強制撤去に着手した。

## 歴史
濁川の河川名は古く、江戸時代後期の嘉永2年（1849年）に作成された甲府絵図にも、その名が見られる。長期間にわたり生活排水等が流され、ヘドロや悪臭が発生し近隣住民にとって汚い河川の代名詞であったが、昭和中後期から平成にかけ流域市街区域で下水道整備が進んだ結果、現在では淡水魚の放流や親水公園が併設されるなど、水質は大幅に改善された。しかしながら山紫水明を誇る山梨県の河川の中では、今もなお水質汚濁（BOD値、COD値）ワースト河川である。
また、現存はしないが橋姫伝説にまつわる国玉の大橋は、かつて同河川に架かっていた橋梁であり、現在の城東大橋と国里橋の中間に存在した。

## 水質浄化の取り組み

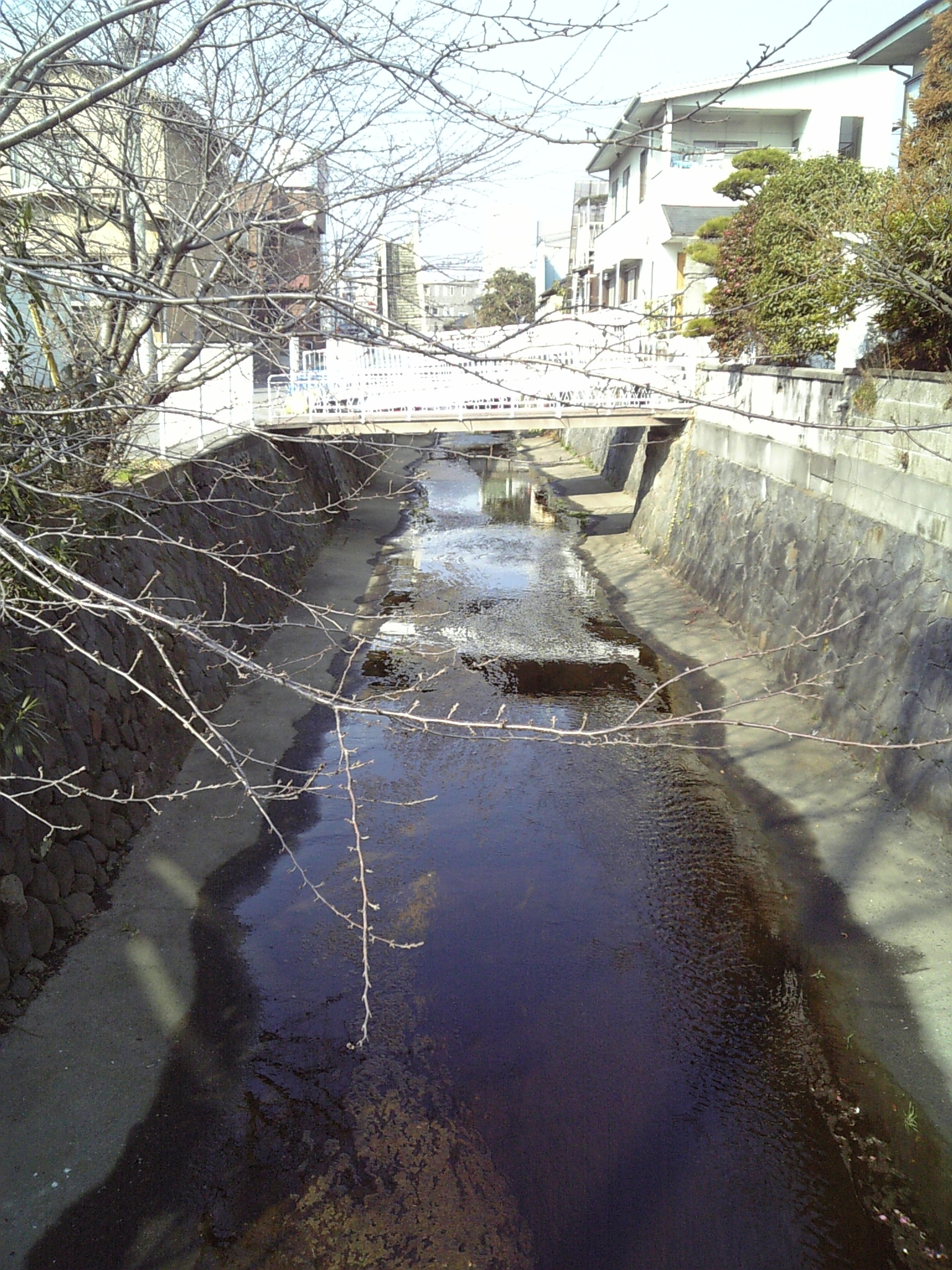
源流域の甲府市若松町付近

現在、山梨県環境科学研究所及び甲府土木事務所により水質浄化モデル実験地区に指定され、さまざまな取り組みが行われている。具体的にはかごマットと呼ばれる小石を詰めた網状のマットを水辺に設置。河川を蛇行させ動植物に多様な生息の場を提供し、同時に石を置くことによって多孔質な空間ができ、そこに生息する微生物により有機質を除去させたり、水生植物（アシ）等によって窒素、リンなどの有機物を捕捉させている。
| 年度   | 濁川橋（甲府市大津町付近） |
| ------ | -------------------------- |
| 1985年 | IV                         |
| 1988年 | III                        |
| 1991年 | IV                         |
| 1995年 | III                        |
| 1996年 | I                          |
| 1997年 | III                        |

## 支流
- 藤川
- 高倉川
- 大円川
- 十郎川

## 主な橋梁

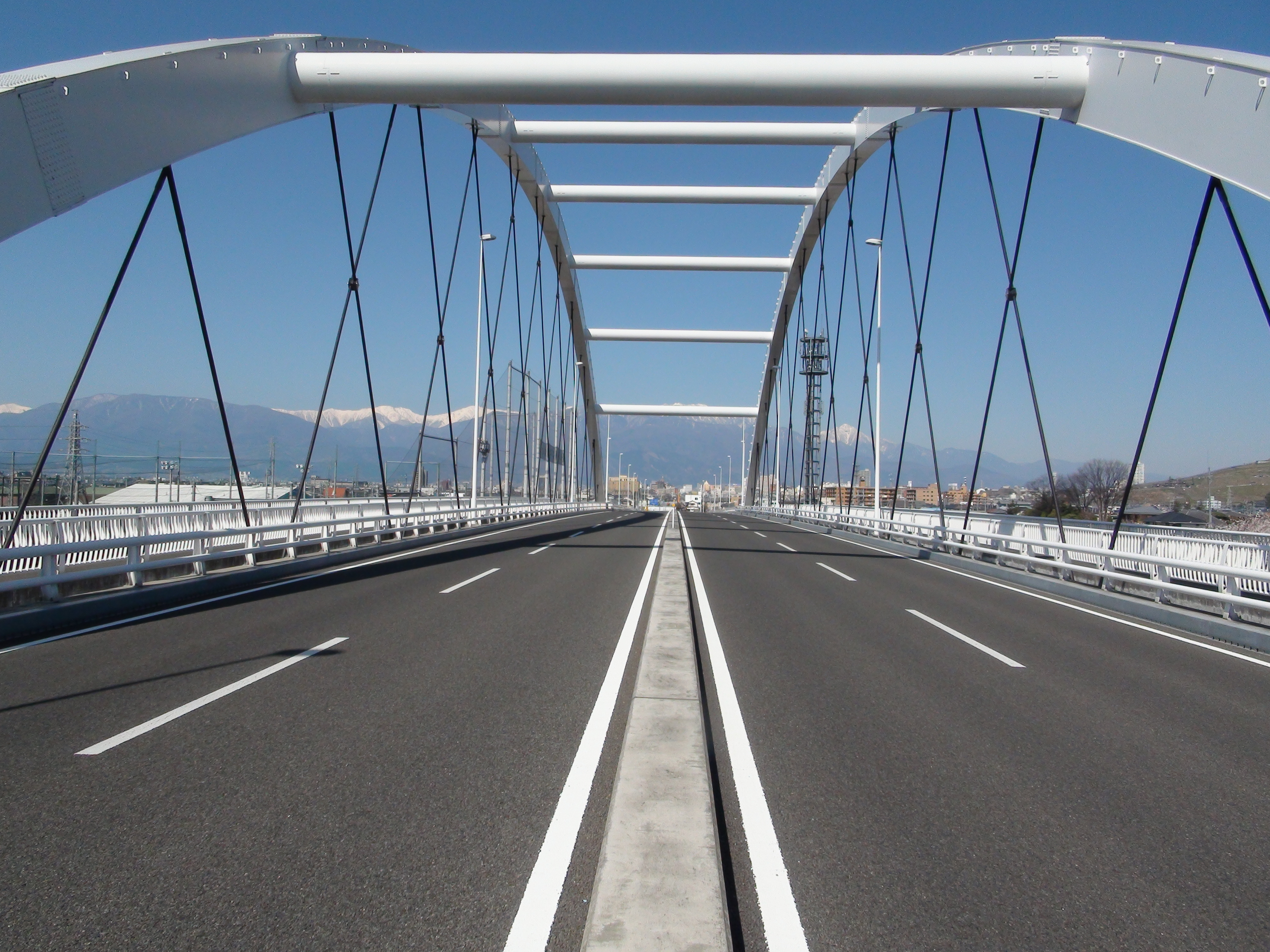
城東大橋（2012年4月撮影）

- 忠徳橋
- 緑橋
- 土橋
- 開運橋
- 第一池添橋 - 熊野通り
- 濁川橋梁 - JR東海、身延線
- 城東大橋 - 国道411号、城東バイパス
- 国里橋 - 青沼通り
- 将林橋 - 国道20号、甲府バイパス
- 濁川橋 - 中央自動車道
- 穏池橋 - 国道358号